# Country Radio
Country Radio je soukromá česká rozhlasová stanice, která byla založena v roce 1991. Patří do portfolia mediální skupiny RADIO UNITED BROADCASTING s.r.o., která provozuje také Radio Beat, Radio 1, Radio Kiss, Radio Spin a Signál rádio. Jde o člena Asociace provozovatelů soukromého vysílání.

## Zaměření
Hlavním repertoárovým zaměřením této rozhlasové stanice je country, folk, populární hudba 60. let, spirituál, gospel, trampská hudba, bluegrass, skotská, irská a australská lidová hudba, klasický rock and roll a jižanský rock. Podíl hudby pocházející od českých interpretů činí přibližně 70 % celkového vysílacího času.

## Historie
Zahájení vysílání proběhlo přesně 15. srpna 1991 v 15:15 na Výstavišti v Praze v kancelářích pravého křídla Sjezdového paláce. Tehdy se vysílalo jen 6 hodin denně od 10:00 do 16:00 na frekvenci 89,5 FM. 24 hodin denně začalo vysílat až od 30. dubna 1993. Mezi tím se přestěhovalo do Zenklovy ulice v Praze 8. Od ledna 2006 začalo vysílat z Prahy 10, z Říčanské ulice, odkud vysílá i dnes. V témže roce začala vzrůstat jeho poslechovost.

## Vysílače
Country Radio je šířeno z následujících FM, DAB+ a AM vysílačů:
| Vysílač           | Kmitočet  | Výkon (ERP) | Polarizace |
| ----------------- | --------- | ----------- | ---------- |
| Děčín             | 87,6 MHz  | 0,2 kW      | vertikální |
| Teplice           | 87,6 MHz  | 0,1 kW      | vertikální |
| Ostrava – Hladnov | 87,6 MHz  | 0,05 kW     | vertikální |
| Kutná Hora        | 87,7 MHz  | 0,2 kW      | vertikální |
| Tachov            | 87,9 MHz  | 0,2 kW      | vertikální |
| Prachatice        | 88,2 MHz  | 0,1 kW      | vertikální |
| Prostějov         | 88,8 MHz  | 0,2 kW      | vertikální |
| Šumperk           | 89,1 MHz  | 0,5 kW      | vertikální |
| Praha             | 89,5 MHz  | 5 kW        | vertikální |
| Jihlava           | 90,3 MHz  | 0,1 kW      | vertikální |
| Domažlice         | 90,8 MHz  | 0,2 kW      | vertikální |
| Velké Meziříčí    | 91,6 MHz  | 0,1 kW      | vertikální |
| Třebíč            | 91,8 MHz  | 0,3 kW      | vertikální |
| Svitavy           | 91,8 MHz  | 0,2 kW      | vertikální |
| Žďár nad Sázavou  | 91,9 MHz  | 0,1 kW      | vertikální |
| Jindřichův Hradec | 92 MHz    | 0,2 kW      | vertikální |
| Příbram           | 92,2 MHz  | 0,2 kW      | vertikální |
| Pelhřimov         | 92,2 MHz  | 0,1 kW      | vertikální |
| Hodonín           | 92,2 MHz  | 0,05 kW     | vertikální |
| Břeclav           | 92,4 MHz  | 0,05 kW     | vertikální |
| Zlín              | 92,7 MHz  | 0,2 kW      | vertikální |
| Křivsoudov        | 92,7 MHz  | 0,1 kW      | vertikální |
| Rokycany          | 92,7 MHz  | 0,1 kW      | vertikální |
| Vyškov            | 94,4 MHz  | 0,1 kW      | vertikální |
| Trutnov           | 94,5 MHz  | 0,2 kW      | vertikální |
| Hranice           | 94,6 MHz  | 0,2 kW      | vertikální |
| Strakonice        | 94,6 MHz  | 0,1 kW      | vertikální |
| Ostrava           | 94,7 MHz  | 1 kW        | vertikální |
| České Budějovice  | 94,7 MHz  | 0,2 kW      | vertikální |
| Opava             | 94,9 MHz  | 0,2 kW      | vertikální |
| Liberec           | 95,5 MHz  | 0,2 kW      | vertikální |
| Uherský Brod      | 95,6 MHz  | 0,1 kW      | vertikální |
| Znojmo            | 95,6 MHz  | 0,1 kW      | vertikální |
| Hradec Králové    | 95,7 MHz  | 0,15 kW     | vertikální |
| Jičín             | 96,4 MHz  | 0,1 kW      | vertikální |
| Brno              | 96,8 MHz  | 1 kW        | vertikální |
| Pardubice – TKB   | 96,9 MHz  | 1 kW        | vertikální |
| Lovosice          | 97 MHz    | 0,1 kW      | vertikální |
| Liberec           | 97,1 MHz  | 0,5 kW      | vertikální |
| Karlovy Vary      | 97,2 MHz  | 0,2 kW      | vertikální |
| Mariánské Lázně   | 97,2 MHz  | 0,2 kW      | vertikální |
| Blansko           | 97,2 MHz  | 0,1 kW      | vertikální |
| Třinec            | 97,4 MHz  | 0,4 kW      | vertikální |
| Beroun            | 98,3 MHz  | 0,1 kW      | vertikální |
| Uherské Hradiště  | 98,3 MHz  | 0,1 kW      | vertikální |
| Cheb              | 98,5 MHz  | 0,2 kW      | vertikální |
| Chomutov          | 100,1 MHz | 0,2 kW      | vertikální |
| Boskovice         | 101,1 MHz | 0,2 kW      | vertikální |
| Písek             | 101,5 MHz | 0,2 kW      | vertikální |
| Český Krumlov     | 101,6 MHz | 0,2 kW      | vertikální |
| Tábor             | 101,8 MHz | 1 kW        | vertikální |
| Benešov           | 101,8 MHz | 0,2 kW      | vertikální |
| Dačice            | 101,8 MHz | 0,2 kW      | vertikální |
| Plzeň             | 102,1 MHz | 0,2 kW      | vertikální |
| Most              | 102,6 MHz | 0,1 kW      | vertikální |
| Havířov           | 102,7 MHz | 0,04 kW     | vertikální |
| Česká Lípa        | 103,3 MHz | 0,2 kW      | vertikální |
| Chotěboř          | 103,6 MHz | 1 kW        | vertikální |
| Náchod            | 103,6 MHz | 0,1 kW      | vertikální |
| Litomyšl          | 103,7 MHz | 0,2 kW      | vertikální |
| Trutnov           | 104,4 MHz | 0,2 kW      | vertikální |
| Vsetín            | 105,7 MHz | 0,1 kW      | vertikální |
| Mladá Boleslav    | 106,2 MHz | 0,2 kW      | vertikální |
| Ústí nad Labem    | 106,8 MHz | 0,2 kW      | vertikální |
| Klatovy           | 107 MHz   | 0,2 kW      | vertikální |
| Nový Jičín        | 107,7 MHz | 0,1 kW      | vertikální |

| Vysílač                          | Kanál | Kmitočet    | Výkon (ERP) | Polarizace |
| -------------------------------- | ----- | ----------- | ----------- | ---------- |
| Benešov – Lbosín                 | 7C    | 192,352 MHz | 1 kW        | vertikální |
| Praha – stadion Evžena Rošického | 7C    | 192,352 MHz | 1 kW        | vertikální |

| Vysílač              | Kmitočet | Výkon (ERP)             | Polarizace | Poznámky                                              |
| -------------------- | -------- | ----------------------- | ---------- | ----------------------------------------------------- |
| Praha – Zbraslav     | 1062 kHz | 20 kW (den), 1 kW (noc) | vertikální | ukončeno v říjnu 2023                                 |
| Liblice (Český Brod) | 639 kHz  | 20 kW                   | vertikální | od 27. září 2023 do 31. března 2025, dříve ČRo Dvojka |